# Right Here (Rudimental)
Right Here è un singolo del gruppo musicale britannico Rudimental, pubblicato il 18 agosto 2013 come sesto estratto dal primo album in studio Home.
Il brano ha visto la partecipazione della cantante Foxes.

## Video musicale
Il video, diretto da Josh Cole e girato in Thailandia, è stato reso disponibile il 5 luglio 2013 attraverso il canale YouTube del gruppo.

## Tracce
Testi e musiche di Piers Aggett, Amir Amor, Kesi Dryden, Louisa Rose Allen e Jonny Harris.
CD promozionale (Regno Unito)
1. Right Here (ft. Foxes) (Radio Edit) – 3:28

Download digitale
1. Right Here (ft. Foxes) (Hot Since 82 Remix) – 8:37
2. Right Here (ft. Foxes) (Krystal Klear Remix) – 4:49
3. Right Here (ft. Foxes) (Andy C Remix) – 4:31
4. Right Here (ft. Foxes) (My Nu Leng Remix) – 5:16

## Formazione
Gruppo
- Amir Amor – chitarra, ukulele
- Piers Aggett – organo Hammond
- Kesi Dryden – pianoforte

Altri musicisti
- Foxes – voce
- Richard Adlam – campionatore
- Hal Ritson – campionatore

Produzione
- Rudimental – produzione, registrazione
- Ben Humphreys – ingegneria del suono
- Amir Amor – missaggio
- Mark "Spike" Stent – missaggio aggiuntivo
- Geoff Swan, David Emery – assistenza missaggio

## Classifiche
| Classifica (2013)   | Posizione massima |
| ------------------- | ----------------- |
| Australia           | 29                |
| Regno Unito         | 14                |
| Regno Unito (dance) | 4                 |